# Echidnocephalodes barbatus
Echidnocephalodes barbatus är en tvåvingeart som först beskrevs av Lamb 1914.  Echidnocephalodes barbatus ingår i släktet Echidnocephalodes och familjen Aulacigastridae.
Artens utbredningsområde är Seychellerna. Inga underarter finns listade i Catalogue of Life.